# 5642 Bobbywilliams
5642 Bobbywilliams (1990 OK1) là một tiểu hành tinh bay qua Sao Hỏa được phát hiện ngày 27 tháng 7 năm 1990 bởi H. E. Holt ở Palomar.